# Église de Ben Arous
L'église de Ben Arous, située dans la ville de Ben Arous en Tunisie, est une église catholique construite en 1946 pendant le protectorat français. Cédée au gouvernement tunisien en 1964, elle abrite désormais les sections locales de l'Union nationale de la femme tunisienne et des Scouts tunisiens.

## Premiers édifices
Peuplé primitivement de colons français attirés par les terres mises en vente par la Société des fermes françaises de Tunisie, le village de Ben Arous abrite à partir de 1926 une petite chapelle construite par la société.
Face à l'augmentation de la population chrétienne, le bâtiment est bien vite trop petit. Un premier comité est créé en 1928 par l'abbé Coppier en vue de réunir des fonds. Les premiers plans sont même tracés mais le projet ne va pas à son terme.
Un deuxième projet voit le jour en 1936 quand l'architecte Joseph-Auguste Coppola dessine les plans d'un édifice inspiré de l'église de Mégrine qu'il vient d'achever. Mais là aussi, le projet ne va pas plus loin.

## Construction de l'église
À la fin de la Seconde Guerre mondiale, à la suite des nombreuses destructions d'églises pendant la campagne de Tunisie, un grand programme de réparations et de constructions des lieux de culte est lancé. Menaçant de tomber en ruines, la petite chapelle de Ben Arous fait partie des priorités. Une commission des chantiers du diocèse de Carthage est créée et des programmes sont établis et remis aux architectes sélectionnés.
Celui de Ben Arous prévoit que « l'église sera placée sur le terrain et dans l'axe de la rue de Mégrine à Fochville. L'entrée principale sera sur la place publique en direction de Fochville. L'église sera indépendante du reste de la cité et l'on pourra en faire le tour. Elle sera fermée à toute maison de laïcs ou à tout local à usage purement profane. Les locaux du sous-sol ne pourront servir à aucun usage du même genre. Aucune salle de spectacle ne sera disposée dans le sous-sol ». Le but de l'archevêché est de créer une cité paroissiale jouant un rôle religieux, humain, social et familial.
L'architecte Claude Blanchecotte est chargé du projet. L'édifice qu'il dessine en 1946 présente un plan central en forme de pentagone où l'autel, au centre, est surmonté d'une couverture en forme de coupole. Quant au parvis situé « face à une place publique, il pourra servir à des cérémonies en plein air ». Il est prévu également de consacrer une chapelle au Saint Sacrement « assez grande pour une vingtaine de personnes et sa disposition rendra facile la visite au Saint Sacrement par les membres de l'Action catholique, ainsi que par tous les fidèles. Elle sera fermée par une grille remplissant complètement l'ouverture et pouvant être solidement fermée à clef ».
Pour contourner l'insuffisance des fonds alloués au chantier, il est prévu de construire l'ensemble du projet par tranches assez espacées les unes des autres. La première tranche, financée par les dons des paroissiens, est limitée à la construction des salles de catéchisme sur une superficie de 192 m2. Achevé en 1946, ce bâtiment est utilisé comme église provisoire et il est envisagé de commencer la construction des fondations de l'église en 1947. Mais, faute de financement, le chantier est définitivement stoppé.

## Indépendance de la Tunisie
La quasi-totalité de la population chrétienne de Ben Arous quitte la Tunisie après l'indépendance en 1956. Les événements qui se succèdent dans les années qui suivent, notamment la crise de Bizerte en 1961 puis la nationalisation des propriétés européennes le 12 mai 1964, provoquent le départ de ceux qui étaient restés.
L'église est finalement fermée à l'occasion du modus vivendi signé entre le gouvernement tunisien et le Vatican le 10 juillet 1964. Le bâtiment est cédé gratuitement avec l'assurance qu'il ne sera utilisé qu'à des fins d'intérêt public compatibles avec son ancienne destination.
Une partie des salles est actuellement occupée par la section de Ben Arous de l'Union nationale de la femme tunisienne alors que le reste du bâtiment abrite une section locale des Scouts tunisiens.

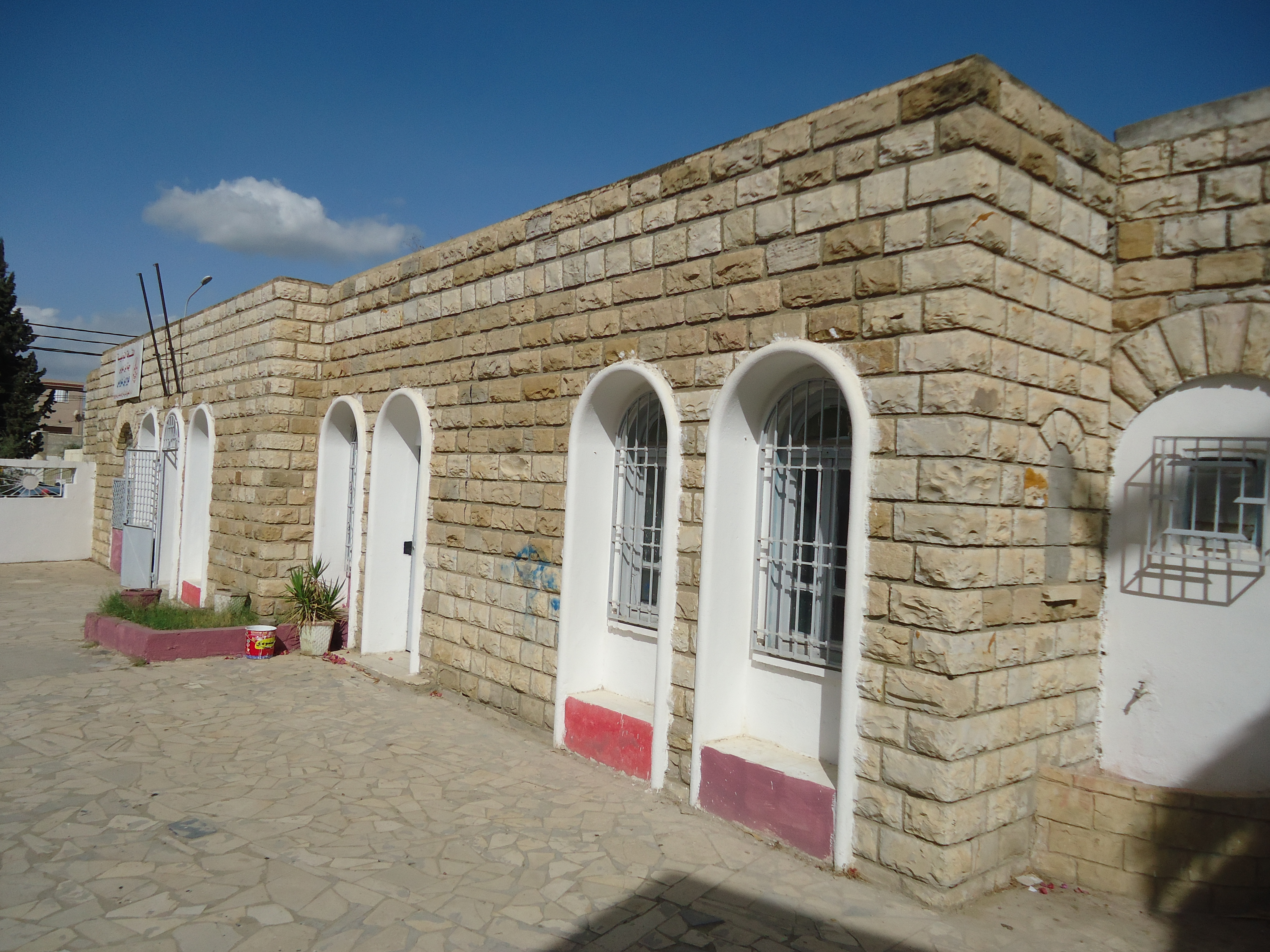
Façade sud-ouest.
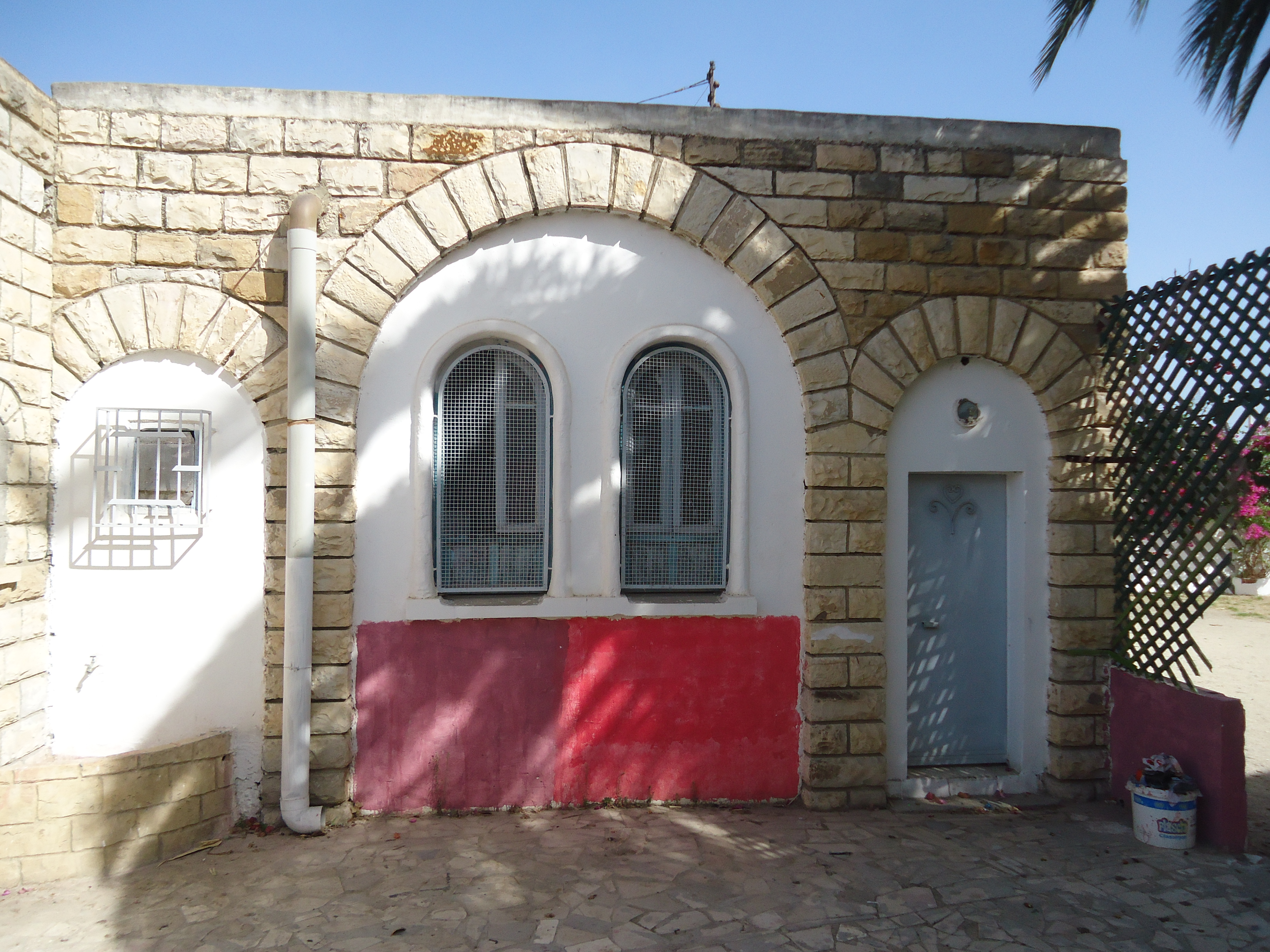
Côté droit de la façade sud-ouest.
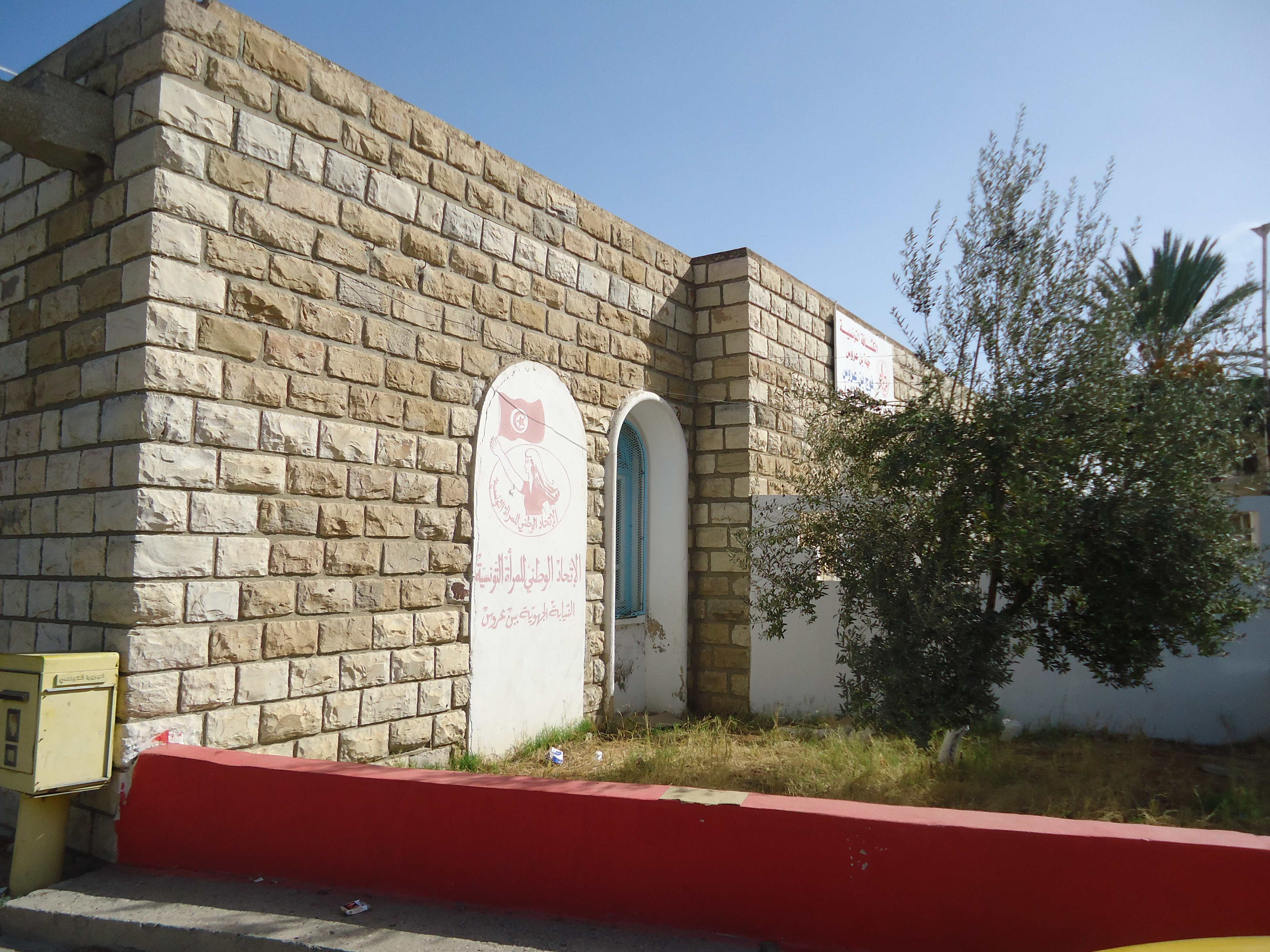
Côté gauche de la façade sud-ouest.
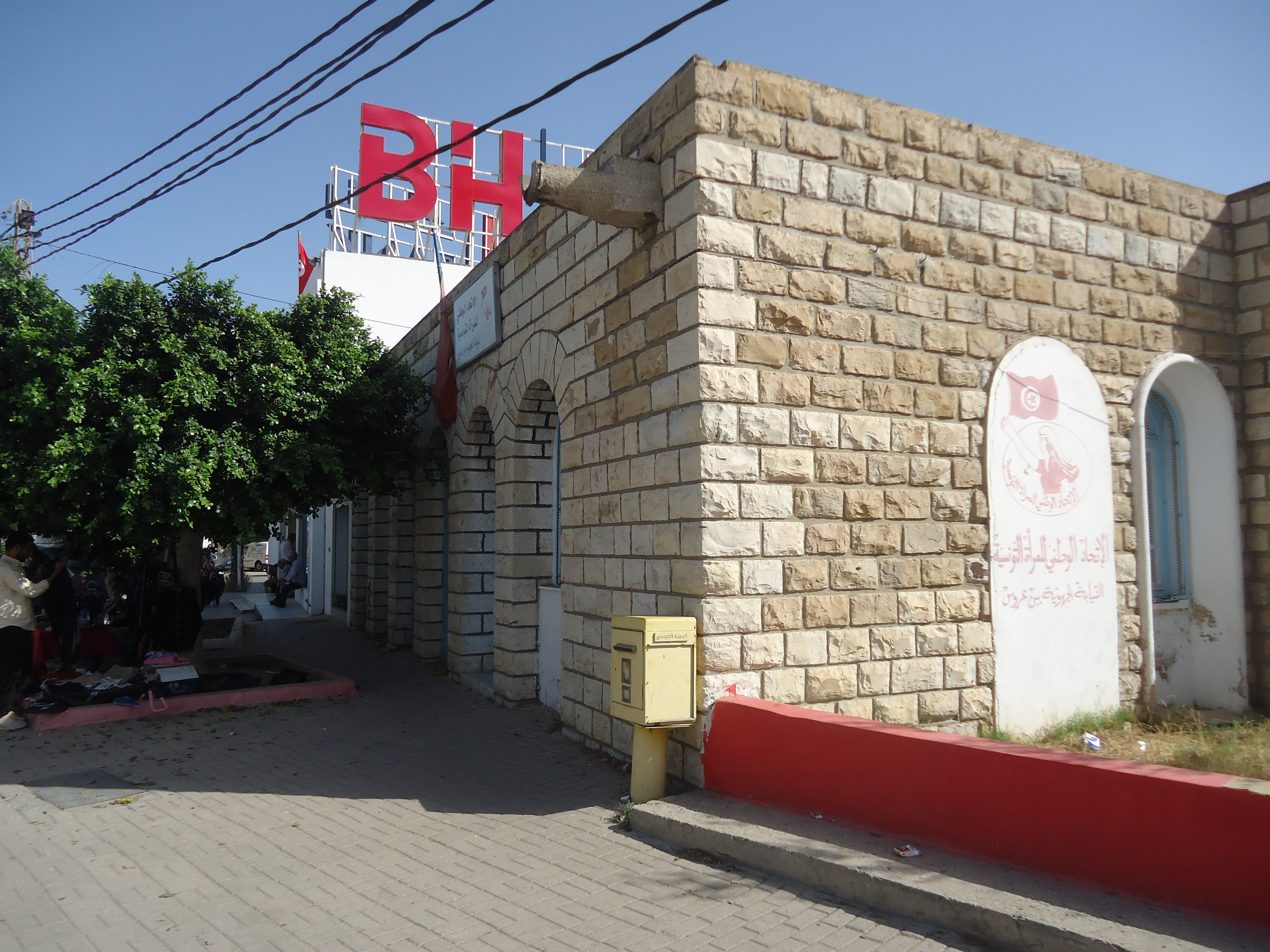
Façades sud-ouest et sud-est.
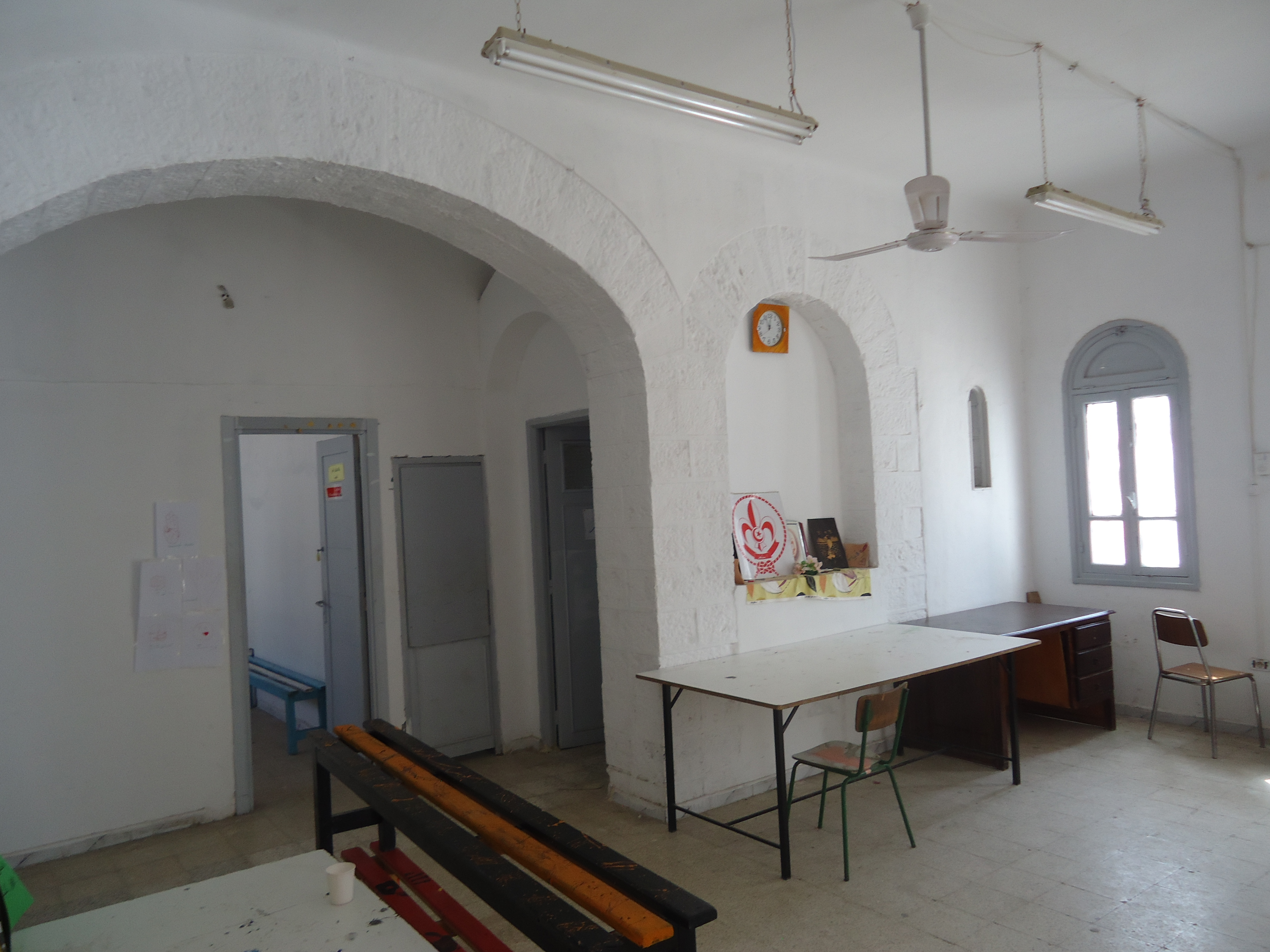
Intérieur du bâtiment.